# 日の出 (上尾市)
日の出（ひので）は、埼玉県上尾市の町名。現行行政地名は日の出一丁目から日の出四丁目。住居表示実施済み（四丁目のみ未実施区域）。郵便番号は362-0032。
人口統計などでは上尾地区で分類されている。

## 地理
埼玉県の中央地域（県央地域）で、上尾市南部に位置する。地区の東側を上尾下、南側をさいたま市北区吉野町、西側を栄町や愛宕、北側を東町と隣接する。地区の東部は芝川周辺の低地で西部は大宮台地上に位置し、傾斜は緩やかでその境界は不明瞭である。日の出四丁目を除き市街化区域で第一種住居地域や準工業地域（国道沿いは準住居地域）に指定され、上尾駅東口の近い地区で南東1キロ強程度の場所にあり、駅からはやや遠いが国道17号沿いにはロードサイド店が出店し、住宅も多い。東部の芝川に近い地域である日の出四丁目は市街化調整区域で人家はまばらである。北部には武蔵野の面影を止めた自然林を生かしたさいたま水上公園や埼玉県立武道館が立地する。その公園区域は市街化区域内であっても、用途地域は特に指定されていない。

### 地価
住宅地の地価は、2010年（平成22年）の都道府県地価調査によれば、日の出一丁目279番45の地点で10万4000円/m2となっている。

## 歴史
- 1967年（昭和42年）7月1日 - 住居表示に関する法律に基づき住居表示（第三次）が実施され[9]、大字上尾下、大字上尾宿（二丁目のみ）の各一部から日の出一丁目〜三丁目[9]が成立[10][11]。また、大字上尾下の一部から住居表示未実施で日の出四丁目も成立する。
- 1971年（昭和46年）7月20日 - 地内に上尾運動公園水泳場（さいたま水上公園）が建設され、竣工式が挙行される（開園は翌日）[12]。
- 1986年（昭和61年） - 芝川に架かる「西長橋」が架け換えられる[13]。
- 1988年（昭和63年） - 芝川に架かる「日の出橋」（日ノ出橋）が架け換えられる[13]。
- 2003年（平成15年）8月1日 - 地内に「埼玉県立武道館」がさいたま市浦和区より新築移転する[14]。
- 2014年（平成26年）11月1日 - 地内に「埼玉アイスアリーナ」が開業する[15]。
- 2022年（令和4年）2月27日 - 地内の上尾運動公園水泳場（さいたま水上公園）が閉鎖される[16]。周辺の公園緑地は存続。

## 世帯数と人口
2017年（平成29年）10月1日現在（上尾市発表）の世帯数と人口は以下の通りである。
| 丁目                 | 世帯数  | 人口    |
| -------------------- | ------- | ------- |
| 日の出一丁目         | 415世帯 | 938人   |
| 日の出二丁目         | 53世帯  | 168人   |
| 日の出三丁目・四丁目 | 341世帯 | 938人   |
| 計                   | 809世帯 | 2,044人 |

## 小・中学校の学区
市立小・中学校に通う場合、学区（校区）は以下の通りとなる。
| 丁目         | 番地 | 小学校             | 中学校             |
| ------------ | ---- | ------------------ | ------------------ |
| 日の出一丁目 | 全域 | 上尾市立上尾小学校 | 上尾市立上尾中学校 |
| 日の出二丁目 | 全域 | 上尾市立東町小学校 | 上尾市立上尾中学校 |
| 日の出三丁目 | 全域 | 上尾市立東町小学校 | 上尾市立上尾中学校 |
| 日の出四丁目 | 全域 | 上尾市立東町小学校 | 上尾市立上尾中学校 |

## 事業所
2021年（令和3年）現在の経済センサス調査による事業所数と従業員数は以下の通りである。
| 丁目         | 事業所数 | 従業員数 |
| ------------ | -------- | -------- |
| 日の出一丁目 | 29事業所 | 240人    |
| 日の出二丁目 | 6事業所  | 67人     |
| 日の出三丁目 | 24事業所 | 373人    |
| 日の出四丁目 | 4事業所  | 140人    |
| 計           | 63事業所 | 820人    |

## 交通
- 地内に鉄道は敷設されていない。JR東日本高崎線の上尾駅からは2.2 km[8]ほど離れており、場所によっては埼玉新都市交通ニューシャトルの沼南駅や原市駅の方が近い地区もある。

### 道路

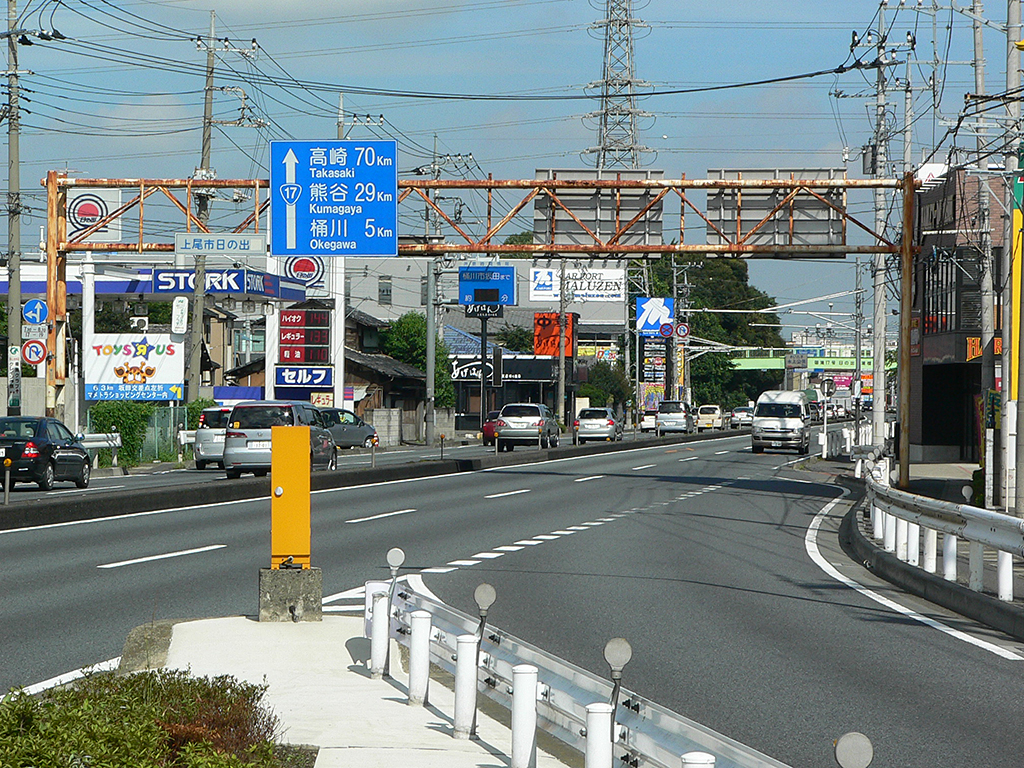
上尾市日の出町内

- 国道17号大宮バイパス（中山道）
- 埼玉県道35号川口上尾線（産業道路）

### バス
地区内には路線バスが無く、コミュニティバスのみの運行となっている。なお、上尾駅東口より丸建自動車の埼玉アイスアリーナ・県立武道館行の直通シャトル便が運行されている。
上尾市コミュニティバス「ぐるっとくん」
- 原市瓦葺線

地区内は「栄町東」・「上尾運動公園南」・「水上公園南」バス停留所が設置されている。また、地区から少し外れるが隣のさいたま市北区吉野町二丁目に同線の「吉野町二丁目」バス停留所もある。

## 町内会
- 日の出町内会[21]

## 施設
上尾運動公園水泳場の跡地にはスポーツ科学拠点施設を整備する予定である。
- 埼玉県立武道館 - 指定緊急避難場所・指定一般避難所[22]
- 埼玉アイスアリーナ
- 日の出公民館
- 熊野神社
- 日の出公園

### 過去の施設
- 上尾運動公園水泳場（さいたま水上公園）